# ローラドライブ
ローラドライブ®とは、動作制御機構として、精度、剛性、耐久性に優れたローラギア機構を高精度減速機に採用した直行型の精密減速機である。スクリュー形状をした入力軸（ローラギアカム）と出力軸（タレット）に放射状に配置されたローラフォロアが接触しながら回転を伝える。くさび形の入力軸リブがローラフォロアに予圧状態で接触する事でバックラッシュを完全にゼロとするゼロバックラッシ®の実現により高精度、高効率でしかも摩耗せず、長期間安定した精度を維持することが可能。サーボモータとの組合せにより優れた運動特性が得られる。

ローラドライブ®及びゼロバックラッシ®は、三共製作所社の登録商標である。

## 特長
- ゼロバックラッシ®

くさび形の入力軸リブとローラフォロアが予圧状態で接触することでバックラッシュを完全にゼロとしている。ゼロバックラッシ®の実現により、位置決め精度に優れるうえ、動作中も入力制御指令に忠実な挙動の乱れのない安定した出力動作を得ることが可能。
- 高品質な動き

静定時間が短く、高速精密位置決めが可能。動作中の速度変動も極小で、高精度の同期にも対応。
- 高効率

転がり接触によりトルクを伝達するため、摩擦による動力損失が少なく高効率。
- 薄型

入出力軸の直交軸レイアウトと出力軸に採用されたクロスローラベアリングにより薄型化を実現。剛性が高く、直接負荷を受けることが出来るため、装置全体の薄型化が図れる。
- 大口径中空出力軸

出力軸は中空軸となっており、配線、配管や別機器の軸を通すなどが容易に行える。